# متال گیر (مجموعه بازی)
متال گیر (به ژاپنی: メタルギア ,Metaru Gia) عنوان یک مجموعه بازی ویدئویی به سبک مخفی‌کاری و اکشن-ماجراجویی، طراحی شده توسط هیدئو کوجیما و انتشار یافته توسط شرکت کونامی است. اولین نسخه در این سری به نام متال گیر در سال ۱۹۸۷ برای رایانۀ خانگی ام‌اس‌ایکس منتشر شد. در این مجموعه بازی، بازیکن اغلب در نقش سالید اسنیک، بیگ باس یا رایدن قرار می‌گیرد که باید اسلحه‌ای فوق سری به نام سلاح متال گیر که توانایی پرتاب موشک هسته‌ای را نیز دارد از بین ببرد. شرکت کونامی، تا به حال دوازده نسخه بازی اصلی و چندین دنباله برای کنسول‌های مختلف ساخته و منتشر کرده‌است. سری بازی متال گیر به عنوان مشهورترین مجموعه به سبک مخفی‌کاری به‌شمار می‌رود و به پیچیده بودن بیش از حد داستان معروف است.

## فهرست بازی‌ها
| عنوان                                | اطلاعات |
| ------------------------------------ | --- |
| متال گیر                             | یک بازی ارائه شده در سال ۱۹۸۷ است که اولین بازی معروف سبک مخفی‌کاری شناخته شده و داستان آن حول فردی به نام سالید اسنیک می‌گردد که باید متال گیر را از بین ببرد. |
| متال گیر ۲: سالید اسنیک              | در ۱۹ ژوئیه، ۱۹۹۰ در ژاپن برای ام‌اس‌ایکس ۲ و ۱ اکتبر، ۲۰۰۴ برای تلفن همراه منتشر شده‌است. |
| متال گیر سالید                       | متال گیر سالید توسط بخش سرگرمی ژاپنی کونامی ساخته و در سال ۱۹۹۸ برای کنسول پلی‌استیشن منتشر شده‌است. داستان متال گیر سالید در سال ۲۰۰۵، جنوب غربی آلاسکا در حاشیه دریا اتفاق می‌افتد.                                                                                               |
| متال گیر سالید: شبح بابل             | شبح بابل در سال ۲۰۰۰ برای کنسول بازی دستی گیم بوی کالر عرضه شده‌است. این بازی جزوه خط اصلی داستان سری بازی‌های متال گیر به‌شمار نمی‌رود، اما وقایع آن هفت سال پس از نسخه اولیه متال گیر اتفاق می‌افتد.                                                                                |
| متال گیر سالید ۲: پسران آزادی        | در سال ۲۰۰۱ برای کنسول پلی‌استیشن ۲ منتشر شده‌است. این اول بازی در این سری است که به جای قهرمان همیشه از شخصیت جدیدی به نام رایدن استفاده کرده‌است. |
| متال گیر سالید ۲: سابستنس            | یک بسته ویژه برای نسخه متال گیر سالید ۲ که دارای مأموریت‌های بر اساس داستان اصلی با کنترل اسنیک است که ابتدا به صورت انحصاری زمانی برای کنسول اکس‌باکس و کمی بعد برای پلی‌استیشن ۲ عرضه شد.                                                                                         |
| متال گیر سالید: زوج اسنیک            | زوج اسنیک که دوباره‌سازی نسخه متال گیر سالید در سال ۱۹۹۸ است، توسط سیلیکون نایتز ساخته شده و در سال ۲۰۰۴ به‌طور انحصاری برای کنسول نینتندو گیم‌کیوب منتشر شده‌است. |
| متال گیر سالید ۳: اسنیک ایتر         | در سال ۲۰۰۴ برای کنسول پلی استیشن ۲ منتشر شده‌است. داستان بازی در زمان جنگ سرد رخ می‌دهد و شخصیت اصلی آن اسنیک عریان است. قابلیت‌هایی از قبیل لباس استتار، خوردن غذا و ترمیم زخم‌ها به این بازی اضافه شده‌است.                                                                        |
| متال گیر اسید                        | سری اسید متال که به سبک شبیه‌سازی مبتنی بر کارت‌بازی می‌باشد، در سال ۲۰۰۴ برای کنسول دستی بازی پلی‌استیشن همراه عرضه شده‌است. |
| متال گیر سالید ۳: سابسیستنس          | یک نسخه ارتقاء داده شده از بازی متال گیر سالید ۳ شامل سیستم دوربین جدید اضافه شده به منوی اصلی، با یک دیسک اضافه به همراه قابلیت بازی چندنفره آنلاین و نسخه اولیه متال گیر که در سال ۲۰۰۵ منتشر شده‌است.                                                                          |
| متال گیر اسید ۲                      | این بازی دنباله‌ای بر قسمت اول متال گیر اسید است و به عنوان یک بازی مستقل در سری بازی‌های متال گیر به‌شمار می‌رود. اسید متال ۲ در سال ۲۰۰۵ برای کنسول دستی پلی‌استیشن همراه منتشر شده‌است.                                                                                             |
| متال گیر سالید: پرتابل آپس           | در سال ۲۰۰۶ برای پلی‌استیشن همراه منتشر شد. داستان بازی بعد از نسخه اسنیک ایتر رخ می‌دهد و شخصیت اصلی آن نیز اسنیک عریان است. |
| متال گیر سالید موبایل                | یک نسخه تلفن همراه از سری بازی‌های متال گیر که در سال ۲۰۰۸ منتشر شده‌است. |
| متال گیر سالید ۴: سلاح‌های میهن‌پرستان | در سال ۲۰۰۸ توسط شرکت کونامی برای پلی‌استیشن ۳ منتشر شده‌است. داستان نسخهٔ چهارم در سال ۲۰۱۴ دنبال می‌شود. شخصیت اصلی این سری سالید اسنیک است که در این نسخه به اسنیک پیر تبدیل شده‌است.                                                                                              |
| متال گیر سالید: رهرو صلح             | سفیر صلح دنبالهٔ بازی‌های پروتابل اپس و اسنیک ایتر می‌باشد و در سال ۲۰۱۰ برای پلی‌استیشن همراه منتشر شده‌است. |
| متال گیر آنلاین                      | متال گیر آنلاین یک بازی ویدئویی چندنفره آنلاین که به عنوان یک بازی جانبی در سری بازی‌های متال گیر به‌شمار می‌رود و در سال ۲۰۰۸ به‌طور انحصاری برای کنسول پلی‌استیشن ۳ منتشر شده‌است.                                                                                                   |
| متال گیر سالید تاچ                   | متال گیر تاچ که بر اساس متال گیر سالید ۴: سلاح‌های میهن‌پرستان ساخته شده‌است، در ۱۸ مارس ۲۰۰۹ برای سیستم عامل آی‌اواس از طریق اپ استور عرضه شده‌است. این نسخه دارای هشت مرحله می‌باشد.                                                                                                 |
| متال گیر طلوع: انتقام دوباره         | نهمین قسمت در تمام سری متال گیر می‌باشد که توسط پلاتینیوم گیمز ساخته شده و رخدادهای آن چهار سال بعد از متال گیر سالید ۴: سلاح‌های میهن‌پرستان پرستان اتفاق می‌افتد. این نسخه در فوریه سال ۲۰۱۳ برای کنسول پلی‌استیشن ۳ و ایکس‌باکس ۳۶۰ منتشر شده‌است. شخصیت اصلی در این بازی رایدن است. |
| متال گیر سالید: گراند زیروز          | گراند زیروز به عنوان نیمه اول بازی متال گیر سالید ۵ و مقدمه‌ای برای بازی بعدی یعنی متال گیر سالید ۵: فانتوم پین است. این بازی در مارس ۲۰۱۴ برای کنسول پلی‌استیشن ۳، پلی‌استیشن ۴، اکس‌باکس ۳۶۰ و اکس‌باکس وان عرضه شده‌است. شخصیت اصلی در این بازی بیگ‌باس است.                         |
| متال گیر سالید ۵: فانتوم پین         | دنبالهٔ نسخه متال گیر سالید: گراند زیروز، که در ۱ سپتامبر ۲۰۱۵ برای پلی‌استیشن ۳، پلی‌استیشن ۴، اکس‌باکس ۳۶۰، اکس‌باکس وان و مایکروسافت ویندوز منتشر شد. |
| متال گیر سروایو                      | آخرین نسخه از مجموعه بازی‌های متال گیر سالید که در ۲۰ فوریه ۲۰۱۸ برای پلی‌استیشن ۴، اکس‌باکس وان و مایکروسافت ویندوز منتشر شد. |
| متال گیر سالید دلتا: اسنیک ایتر      | نسخه بازسازی متال گیر سالید ۳: اسنیک ایتر که برای ویندوز، پلی‌استیشن ۵ و ایکس‌باکس سری اکس و سری اس منتشر خواهد شد. |